# Partito Nazionale Fascista
Partito Nazionale Fascista ("Det nationale fascistiske parti", PNF) var et italiensk politisk parti, grundlagt af Benito Mussolini i Milano i 1919, som den politiske overbygning for den italienske fascismen, som tidligere havde været repræsenteret af grupper kendt som fasci di combattimento, "kampgrupper". PNF styrede Italien i 21 år, fra 1922 til 1943, efter totalitære principper. I dag er dette det eneste parti, som er eksplicit forbudt i den italienske grundlov "i alle former". I praksis findes der flere små fascistiske partier i landet, partier som det ikke er på tale at forbyde. 

## Historie
Partiet blev grundlagt i Milano i 1919, og dette markerede omdannelse af de paramilitære fasci di combattimento til en mere ensrettet formation (disse fasci var blevet startet af Mussolini i Milano 23. marts 1919).
PNF var vigtig for at give retning til og popularisere støtte til Mussolinis ideologi. I de første år, var det grupper indenfor PNF kaldet "sortskjorter", som opbyggede en magtbase gennem voldelige angreb på socialister og deres institutioner i den rurale Po-dal. Dette bidrog til, at fascisterne fik støtte fra godsejerne. 
PNF var hovedinstrumentet i forsøget på statskup 28. oktober 1922, "Marchen mod Rom". Selv om kupforsøget ikke førte til en umiddelbar magtovertagelse, førte det til en aftale mellem Mussolini og kong Viktor Emmanuel III som gjorde Mussolini til regeringschef i Italien. 
Efter en grundlæggende ændring af valglovene vandt PNF det højst kontroversielle valg i april 1924. Love vedtaget i 1928 gjorde PNF til det eneste lovlige parti i landet, en situation som varede helt til 1943. 
Partiet blev opløst, da Mussolini blev arresteret efter kuppet i Det store fascistiske råd 24. juli 1943. Partiet blev derefter officielt forbudt af Pietro Badoglios regering 27. juli samme år. 
Efter, at det nationalsocialistiske Tyskland befriede Mussolini gennem en kidnapningsaktion ved tyske faldskærmtropper under ledelse af Otto Skorzeny i september, genopstod PNF som Partito Fascista Repubblicano – PFR, Det republikanske fascistiske parti 13. september, da som eneste lovlige parti i Den italienske socialrepublik (Salo-republikken) under tysk beskyttelse i Norditalien. PFR forsvandt med Salo-republikken, da Mussolini blev arresteret og dræbt af italienske partisaner i april 1945. I 1946 grundlagde Mussolinis tilhængere partiet Movimento Sociale Italiano som et nyfascistisk parti.